# 에크하르트 크라우춘
에크하르트 크라우춘(독일어: Eckhart Krautzun, 1941년 1월 13일 ~ )은 대한민국에서 주로 크라우천으로 알려진 독일의 축구 감독이다.

## 지도자 경력
1968년 1년간 대한민국 축구 국가대표팀과 대한민국 U-20 축구 국가대표팀의 기술고문으로 재직했다.
1969년 SC 영 펠로우스 취리히를 감독하며 감독 생활을 시작하였다. 크라우춘은 캐나다 축구 국가대표팀에서 영국인을 제외한 첫 외국인 감독이었다. 1983년에는 시즌 도중에 마즈다 히로시마를 맡았는데, 이 역시 팀 역사상 최초의 외국인 감독이었다.
1995년 VfL 볼프스부르크에 있으면서 DFB-포칼 준우승, 1996년에는 1. FC 카이저슬라우테른으로 DFB-포칼 우승을 이루어냈다. 2001년에는 튀니지 축구 국가대표팀의 지휘봉을 잡았으나, 2002년 아프리카 네이션스컵 선수 명단 선정에 튀니지 축구 협회와 마찰을 빚어 사임하였다.
2003년에는 중국 U-20 대표팀을 맡아 2005년 FIFA 세계 청소년 축구 선수권 대회에서 조별예선을 1위로 통과하였다. 2007년 중국 여자 축구 국가대표팀을 맡았으나 건강상의 문제로 사임하였다.
1. ↑  西獨蹴球(서독축구)코치來韓(내한) 우리代表(대표)선수지도
2. ↑  蹴協(축협)과1年契約(연계약)